# Liste des évêques de Middlesbrough
L'évêque de Middlesbrough est un dignitaire de l'Église catholique en Angleterre et au pays de Galles, titulaire du diocèse de Middlesbrough. Le siège épiscopal est la cathédrale Sainte-Marie de Middlesbrough. Ce diocèse fait partie de la province ecclésiastique de Liverpool, qui en compte six autres : Hallam, Hexham et Newcastle, Leeds, Lancaster, Liverpool et Salford.
Le diocèse de Middlesbrough est issu de la scission du diocèse de Beverley en 1878, qui a donné également naissance au diocèse de Leeds. Le siège de Middlesbrough est occupé depuis 2007 par Terence Patrick Drainey (en), qui en est le septième évêque.
| Évêques de Middlesbrough | Évêques de Middlesbrough     | Évêques de Middlesbrough                                                                                    |
| ------------------------ | ---------------------------- | --- |
| 1879-1929                | Richard Lacy                 | |
| 1929-55                  | Thomas Shine                 | Il était évêque coadjuteur de Middlesbrough depuis 1921 ; il est nommé archevêque à titre personnel en 1955 |
| 1956-67                  | George Brunner               | Il était auparavant évêque auxiliaire de Middlesbrough                                                      |
| 1967-78                  | John McClean                 | Il avait été nommé coadjuteur de George Brunner en 1966                                                     |
| 1978-92                  | Augustine Harris             | Il était auparavant évêque auxiliaire de Liverpool                                                          |
| 1992-2007                | John Patrick Crowley         | Il était auparavant évêque auxiliaire de Westminster                                                        |
| 2007-                    | Terence Patrick Drainey (en) | Nommé le 17 novembre                                                                                        |

## Source
- (en) Fiche sur le diocèse de Middlesbrough sur le site Catholic Hierarchy